# James McCartney
James Louis McCartney (* 12. září 1977 Londýn) je britský hudebník, skladatel a sochař, žijící v Londýně. Je jediným synem skladatele a bývalého člena The Beatles Paula McCartneyho a jeho první ženy, rockové fotografky a aktivistky za práva zvířat Lindy McCartney. Dne 21. září 2010 vydal James svoje první album pod názvem Available Light.

## Hudební kariéra
James hrál na kytaru a bicí na několika sólových albech svého otce, včetně Flaming Pie (1997) a Driving Rain (2001). Na albu Flaming Pie má v písni "Heaven on a Sunday" kytarové sólo. Na albu Driving Rain má v písni "Back In The Sunshine Again" další kytarové sólo a v písni "Spinning On An Axis" hraje na bicí. Obě tyto písně napsal společně se svým otcem. Dále hraje na sólovou kytaru také na posmrtném albu své matky, které vyšlo v roce 1998 pod názvem Wide Prairie.
V roce 2005 doprovázel svého otce na jeho turné The 'US' Tour po Severní Americe.
Dne 14. listopadu 2009 James poprvé vystoupil sám v Americe, a to sice ve Fairfield Arts & Convention Center, během čtvrtého výročního víkendu pro světový mír a meditaci Davida Lynche v Fairfieldu v Iowě.

## Soukromý život
James se narodil v Londýně. Pojmenován byl po svém dědečkovi Jimovi McCartneym a po svém otci, jehož celé jméno zní James Paul McCartney, ale také po Lindině matce Louise Eastman Linder. Prvních dva a půl roku svého života strávil na cestách, zatímco jeho rodiče cestovali s jejich kapelou Wings. Po rozpadu kapely v roce 1980 se rodina usadila v Rye ve Východním Sussexu. Zde James navštěvoval místní státní střední školu Thomas Peacocke Community College. V roce 1989 se společně se svými staršími sestrami Mary McCartney a Stellou McCartney znovu připojil k rodičům na světové turné. Ve svém vzdělávání pokračoval s učitelem na cestách.
V roce 1993, při oslavách svých šestnáctých narozenin, si šel James s kamarády zaplavat do moře. Najednou se však zhoršilo počasí a vodní proudy ho začaly odnášet pryč. Když k místu dorazili Paul, Linda a Stella nikde už Jamese neviděli. Ten naštěstí za nedlouho sám doplaval ke břehu.
Dne 17. dubna 1998 v Tucsonu v Arizoně, byl James se svým otcem a sestrami u své matky, když zemřela na rakovinu prsu, která ji byla diagnostikována v roce 1995. Ten stejný rok absolvoval Bexhill College, blízko svého domova ve Východním Sussexu, kde pokračoval ve studiu umění.
V roce 1999 se James objevil na přehlídce své sestry Stelly. Byla to první přehlídka po smrti jeho matky.
V roce 1995 James představil svou sestru Mary televiznímu producentovi Alistairovi Donaldovi, za kterého se později provdala. James má šest synovců a dvě neteře: čtyři synové od Mary Arthur Alistair Donald (* 3. dubna 1999), Elliot Donald (*1. srpna 2002), Sam Aboud (*11. srpna 2008) a Sid (* 3. září 2011), od Stelly pak syn Miller Alasdhair James Willis (* 25. února 2005), její dcera Bailey Linda Olwyn Willis (* 8. prosince 2006), syn Beckett Robert Lee Willis (* 8. ledna 2008) a dcera Reiley Dilys Stella Willis (* 23. listopadu 2010). Stejně jako jeho starší nevlastní sestra Heather McCartney, žije i on poměrně soukromý život, na rozdíl od své sestry Stelly, která je známá módní návrhářka a Mary zase fotografka. James má ještě jednu mnohem mladší nevlastní sestru Beatrice Milly McCartney, která se narodila v roce 2003 Paulovi a jeho druhé ženě Heather Mills.

## Hnutí za práva zvířat
V roce 1999 James, který je vegan napsal dopis guvernérovi Wisconsinu, aby se pokusil zabránit společnosti Dairy Expo v prodeji mléka, s tím, že kravské mléko je pro telata a ne pro lidi.

## Diskografie

### Studiová alba
- Available Light (EP, 2010)
- Close at Hand (EP, 2011)
- Me (2013)